# Sinodo di Ingelheim

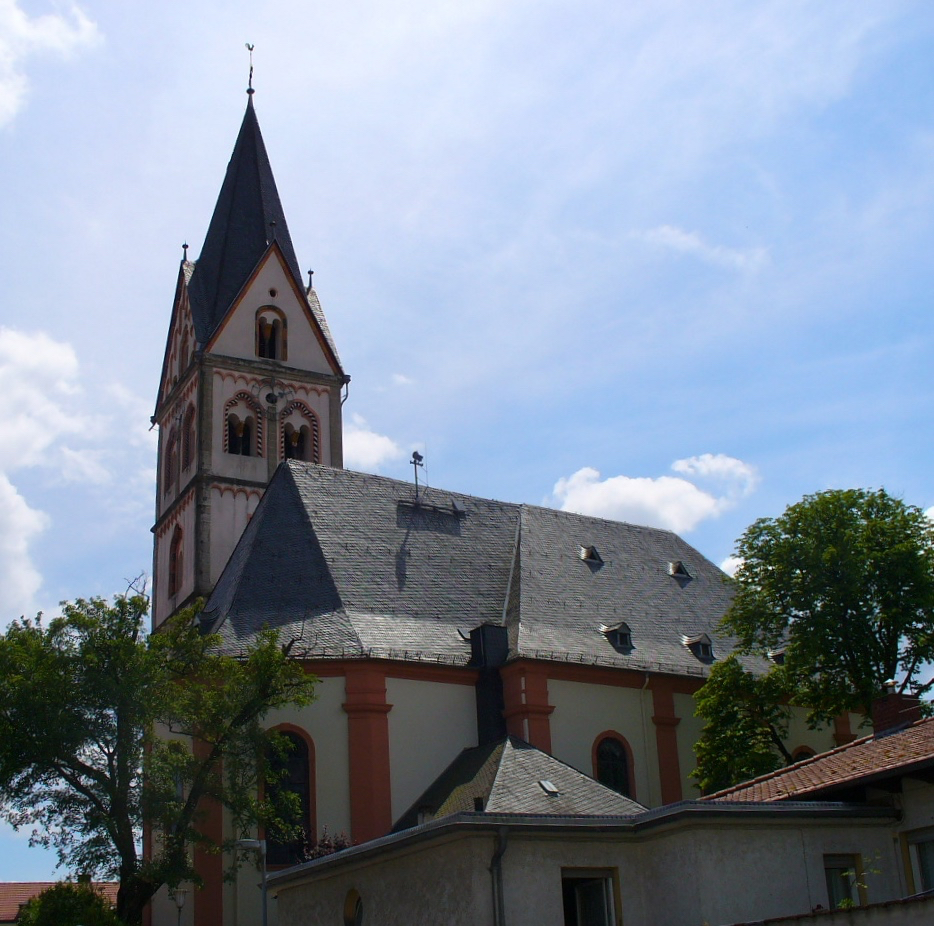
La chiesa di San Remigio di Ingelheim am Rhein, luogo di celebrazione del sinodo.

Il sinodo universale di Ingelheim fu un incontro nella chiesa di San Remigio a Ingelheim dal 7 giugno 948 per alcuni giorni. Fu convocato per risolvere lo scisma presso la sede arcivescovile di Reims. Alla presenza dei re dei Franchi Orientali e Occidentali, 32 arcivescovi e vescovi e altri dignitari ecclesiastici, questo sinodo fu una delle assemblee più importanti tenute a Ingelheim.

## Preludio
Dal 931, sia Ugo di Vermandois che Artoldo di Reims rivendicarono il titolo di arcivescovo di Reims. Ugo era sostenuto in questo da suo zio Ugo il Grande, l'influente duca di Francia; Artoldo era il favorito di Luigi IV di Francia, che in realtà aveva poco potere e viveva in Inghilterra, e di Ottone I. In precedenza, i sinodi di Verdun nel novembre 947 e Mouzon all'inizio del 948 si erano già occupati dello scisma, ma non avevano raggiunto alcuna soluzione.
Il re Ottone I inviò quindi una richiesta a papa Agapito II per aiutare a risolvere la controversia; questo invitò i vescovi franchi orientali e occidentali e mandò il legato Marino di Bomarzo a Ingelheim.

## Sinodo di Ingelheim
Il 7 giugno 948, il sinodo fu aperto alla presenza dei due re Ottone I e Luigi IV di Francia e di 32 arcivescovi e vescovi nella cappella palatina di Ingelheim. Il luogo venne probabilmente scelto per la sua comoda posizione e per la grande capacità di spazio. Il contro-arcivescovo Ugo di Vermandois era assente e non ebbe alcun rappresentante. Il sinodi era presieduto dal legato pontificio Marino di Bomarzo. Dopo le deliberazioni, il sinodo decise di riconoscere Artoldo come legittimo arcivescovo di Reims. Inoltre, le azioni di Ugo il Grande contro il suo signore Luigi IV furono fortemente condannate.
Inoltre, furono approvate alcune disposizioni di diritto canonico, come la riduzione della diffusa chiesa privata sempre più in aumento, che, tuttavia, non raggiunse alcun risultato duraturo. Al sinodo furono menzionati per la prima volta i vescovi per le diocesi danesi, vale a dire Leofdag di Ribe, Hored di Schleswig e Reginbrand di Aarhus. Tuttavia, non ci sono prove che siano stati consacrati durante il sinodo. Probabilmente non venne discussa nemmeno l'istituzione di diocesi nel Brandeburgo e di Havelberg.
Le deliberazioni vennero probabilmente concluse tra il 9 e l'11 giugno. Un altro sinodo fu convocato a Treviri il 7 settembre.

### Partecipanti
Il sinodo di Ingelheim è stato per lungo tempo numericamente la più grande assemblea ecclesiastica, vi hanno preso parte 31 arcivescovi e vescovi, oltre a numerosi abati e altri chierici. I partecipanti erano, tra gli altri:
- Sovrani

Ottone I e Luigi IV di Francia.
- Legato pontificio

Marino di Bomarzo.
- Arcivescovi

Erano tutti arcivescovi tedeschi eccetto uno francese:
Federico di Magonza, Ruotberto di Treviri, Wicfrido di Colonia, Artoldo di Reims, Adeldago di Amburgo, Herald di Salisburgo.
- Vescovi

Essi erano tutti vescovi suffraganei tedeschi eccetto per due vescovi francesi, qui ordinati per arcivescovado:
Richowo di Worms, Ulrico di Augusta, Bernardo di Halberstadt, Diethard di Hildesheim, Corrado di Costanza, Starcand di Eichstätt, Dudo di Paderborn, Reginbaldo I di Spira, Poppo I di Würzburg, Adalberone di Metz, Gozzelino di Toul, Berengario di Verdun, Balderico di Utrecht, Dodo di Osnabrück, Eberis di Minden, Hildbold di Münster, Faraberto di Liegi, Fulberto di Cambrai, Rudolfo II di Laon, Michele di Ratisbona, Adalberto di Passau, Leofdag di Ribe, Hored di Schleswig e Reginbrand di Aarhus.

### Ulteriori sviluppi
Su iniziativa del re Ottone I, i castelli furono conquistati dai sostenitori del duca Ugo. Alcuni dei suoi vescovi si sottomisero al re Luigi IV e all'arcivescovo Artoldo. Al sinodo di Treviri si presentarono solo alcuni vescovi francesi, non un solo tedesco, né il duca Ugo, che era stato convocato più volte. L'incontro terminò tre giorni dopo con la scomunica del duca. Nel 950 arrivò finalmente a un accordo con il re di Francia, che risolse definitivamente la controversia dopo più di trent'anni.

## Fonti
Flodoardo di Reims riportò il sinodo di Ingelheim nei suoi Annales, oltre che nella Historia Remensis ecclesiae, e sono stati conservati anche documenti manoscritti del sinodo. Tutti i testi sono stampati in:
- Ernst-Dieter Hehl (Hrsg.): Die Konzilien Deutschlands und Reichsitaliens 916-1001 (= MGH Conc 6/1). Hannover 1987. S. 135–163